# Султан III ибн Муршид ибн Сайф
Султан ибн Муршид ибн Сайф (? — 1743) — один из соперничающих имамов во время гражданских войн в Омане в последние годы правления династии Аль Йаруб (1742—1743), сын Муршида ибн Сайфа и внук имама Сайфа ибн Султана. Он был избран имамом в 1742 году вместо Сайфа II ибн Султана. Его предшественник обратился за помощью к персам. В середине 1743 года Султан ибн Муршид погиб, защищая город Сухар от персидских войск.

## Биография
Султан ибн Муршид ибн Джади принадлежал к отдаленной ветви правящей династии Аль Йаруб, но также считается внуком имама Омана Сайфа ибн Султана. Его двоюродный брат, имам Сайф II ибн Султан, вел самодовольную жизнь, которая настроила племена против него. В феврале 1742 года Султан ибн Муршид был провозглашен имамом вместо него. Султан ибн Муршид был посажен на престол в Нахле. Он собрал войска и двинулся на Рустак. Сайф II ибн Султан также собрал войска и выступил в контрнаступление, но было слишком поздно, чтобы предотвратить падение Рустака. Он отступил в город Маскат и занял оборонительную позицию. Султан ибн Муршид последовал за ним в Маскат, но не смог взять город. Вместо этого он занял соседний порт Матрах, привлекая в него купцов и тем самым лишая Сайфа II ибн Султана доходов.
Сайф II ибн Султан обратился к персам за помощью и пообещал уступить им взамен Сухар. Только что закончив победоносную кампанию в Индии, персидский правитель Надир-шах отправил экспедицию из 6000 человек под командованием Мирзы Мухаммеда Таки-хана, которая прибыла в Джульфар около октября 1742 года. Сайф II ибн Султан отправился морем в Хор-Факкан, а затем отправился по суше, чтобы встретиться с персами. Офицеры кораблей в Хор-Факкане перешли к Султану ибн Муршиду, взяв свои корабли к нему в Муттрах. Персы осадили Сухар и послал войска в Маскат, но не смог занять ни того, ни другого города. В январе 1743 года они получили подкрепление. Персы послали еще один отряд, чтобы попытаться захватить Маскат. Султан ибн Муршид, который все еще находился в Матрахе, намеренно покинул Маскат, и персы вошли в город. Пока они занимались грабежом, Султан ибн Муршид атаковал объединенные гарнизоны Матраха и Маската, уничтожил персидские войска и захватил несколько кораблей.
Персы выслали по суше свежие силы и сумели захватить Матрах. Султан ибн Муршид бежал в Сухар, где был смертельно ранен под стенами города в середине 1743 года. Некоторые говорят, что он покончил с собой. Абу-л-Араб ибн Химайр был избран имамом вместо него. Персы взяли Маскат и снова напали на Сухар с севера. Выдержав девять месяцев осады, губернатор Ахмед ибн Саид Аль-Бусаиди договорился о почетной капитуляции. Позже он изгнал персов из страны и основал новую династию правителей Омана.